# Palacio de Monterrey
El palacio de Monterrey es un edificio de la ciudad española de Salamanca, uno de los máximos exponentes del estilo artístico plateresco. Edificado por el III conde de Monterrey, actualmente es propiedad de la Casa de Alba, que es titular de dicho condado. Fue un edificio muy admirado e imitado en el siglo XIX, dando lugar al llamado estilo Monterrey o neoplateresco, un historicismo que retomaba la estética del plateresco.
Fue declarado Monumento Histórico Nacional, equivalente al actual término BIC con categoría de Monumento, el 6 de mayo de 1929. Desde mayo de 2018 el edificio está abierto a las visitas turísticas .

## Historia
El palacio de Monterrey, situado en el centro de la ciudad de Salamanca, lo hizo edificar —en estilo del renacimiento italiano— don Alonso de Zúñiga y Acevedo Fonseca, III conde de Monterrey. Rodrigo Gil de Hontañón y fray Martín de Santiago esbozaron los planos del palacio, y Pedro de Ibarra y Pedro de Miguel y Aguirre empezaron la construcción el 18 de enero de 1539. Desde entonces se convertiría en una de las obras más representativas del renacimiento español, si bien es un edificio inacabado pues su proyecto completo era mucho mayor. Su imagen (con torres y decoración suntuosa) simboliza la gran nobleza del Siglo de Oro español. 

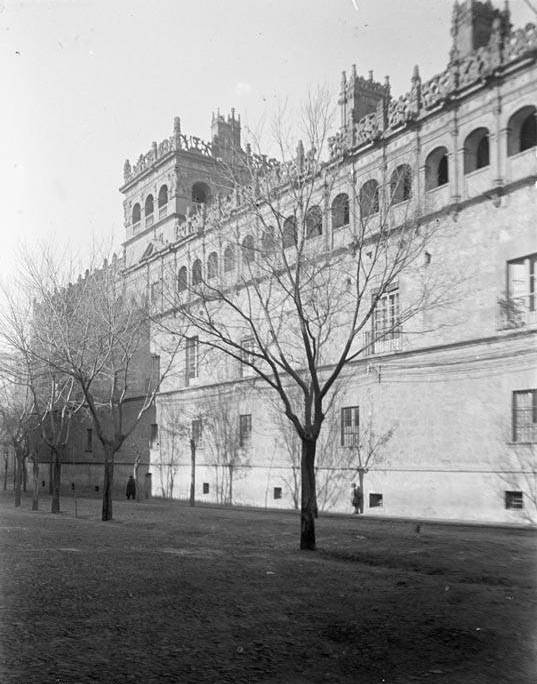
Aspecto del palacio durante finales del siglo, según una fotografía de la época.

El proyecto preveía un edificio de planta cuadrangular de tres pisos y un patio central, con torres en cada esquina y en el centro de cada ala. Al cabo no se construyó más que una de las alas, la del sur. En las esquinas, leones y animales oníricos, diseñados por Fray Martín de Santiago, sostienen escudos con las armas de los Zúñiga, Acevedo, Ulloa, Sotomayor y Fonseca. La galería del último cuerpo tiene arcos renacentistas. Los balcones y ventanas están adornados con decoración plateresca.

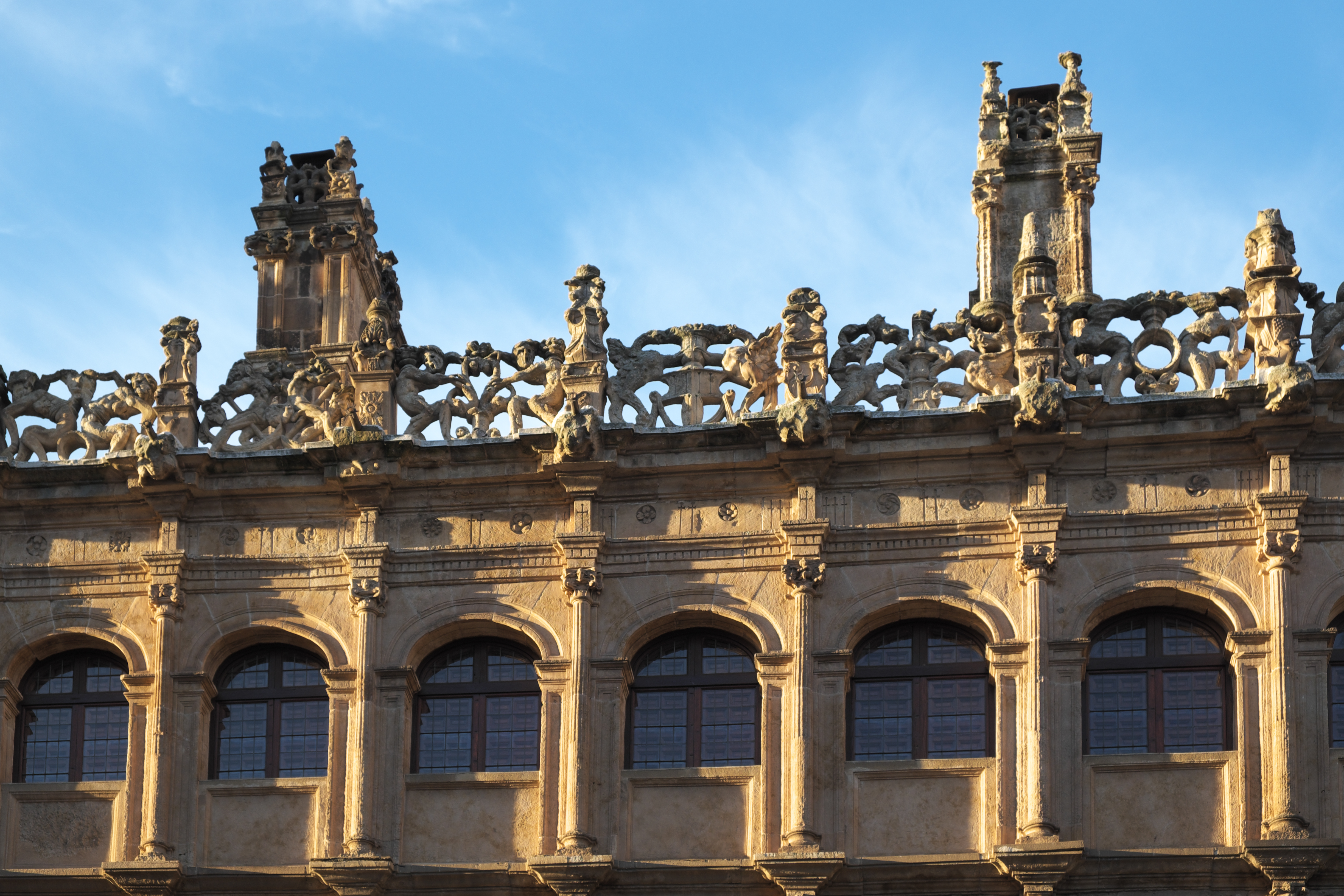
Detalle de coronación del palacio

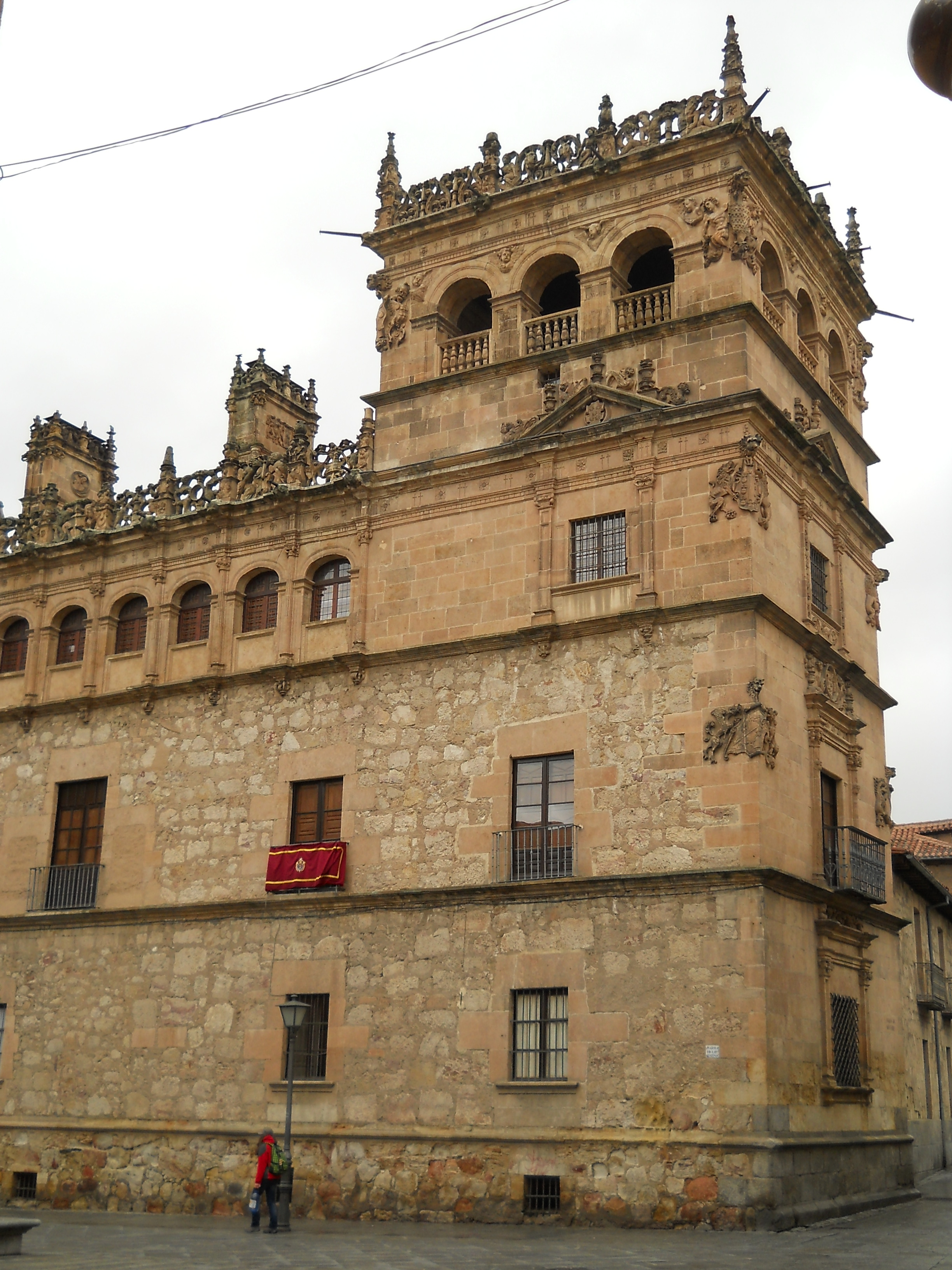
Una de las torres del palacio

El palacio de Monterrey ha influido notablemente en múltiples edificios españoles de los siglos XIX y XX, como el palacio de la Diputación de Palencia, obra de Jerónimo Arroyo de 1916, el Museo Arqueológico de Sevilla de Aníbal González de 1919 o la Academia de Caballería de Valladolid de Adolfo Pierrad de 1924.
Tras un año de restauración, en mayo de 2018 el palacio se ha abierto a las visitas turísticas como espacio musealizado, gracias al convenio suscrito por el Ayuntamiento de Salamanca y la Fundación Casa de Alba.

## Contenido artístico
Siendo una de las propiedades principales de la Casa de Alba, este edificio alberga valiosas obras de arte, así como un variado muestrario de muebles, tapices, porcelanas... 
En él se identificaron dos cuadros de paisaje como originales del pintor valenciano José de Ribera; están fechados en 1639 y son los únicos ejemplos de paisaje independiente de toda su producción. 
También se hallan aquí el cuadro Jasón con el dragón, de Salvatore Rosa, un retrato del Gran Duque de Alba pintado por Alonso Sánchez Coello, otro de Santa Teresa de Ávila por Juan Carreño de Miranda, y una obra atribuida a Annibale Carracci. Hay además ejemplos de los siglos XIX y XX, como una escultura de Mariano Benlliure y óleos de Manuel Benedito. 
De todas formas, el grueso de las colecciones ducales se custodia en el palacio de Liria de Madrid, la principal residencia de los Alba.